# Przewlekła zapalna poliradikuloneuropatia demielinizacyjna
Przewlekła zapalna poliradikuloneuropatia demielinizacyjna (ang. chronic inflammatory demyelinating poliradiculoneuropathy - CIDP) – przewlekła choroba autoimmunologiczna powodująca demielinizację pni, korzeni i splotów nerwowych.

## Występowanie
Choroba występuje rzadko, pojawia się najczęściej w 4. dekadzie życia. Do tej pory opisano jej wystąpienie przy następujących chorobach:
- powikłania poszczepienne
- po zakażeniach (np. wirusowe zapalenie wątroby B[1]
- AIDS
- nowotwory złośliwe
- nadczynność tarczycy
- cukrzyca
- kolagenozy
- miastenia[2]
- kłębuszkowe zapalenie nerek[3]

## Objawy i rozpoznanie
Objawy choroby rozwijają się powoli. Stopniowo pojawiają się następujące objawy:
- niedowład - wiotki niedowład kończyn górnych i dolnych, rzadko również mięśni twarzy;
- objawy czuciowe - głównie zaburzenia czucia powierzchownego dystalnych odcinków kończyn, parestezje, z czasem dołączają się również zaburzenia czucia głębokiego i wibracji;
- zniesienie odruchów głębokich.

Choroba ma zazwyczaj przebieg wieloletni z zaostrzeniami i okresami poprawy klinicznej.
Rozpoznanie ustala się na przebiegu klinicznego oraz badań dodatkowych:
- ENG wykazuje zwolnienie szybkości przewodzenia, wydłużenie latencji w co najmniej dwóch nerwach, brak fali F;
- badanie płynu mózgowo-rdzeniowego, w którym stwierdza się podwyższenie ilości białka (rozszczepienie białkowo-komórkowe, charakterystyczne również dla ostrej polineuroradikulopatii zapalno-demielinizacyjnej)[4].

## Leczenie
W leczeniu stosuje glikokortykosteroidy, najczęściej dożylnie metyloprednizolon. W cięższych przypadkach stosuje się plazmaferezy. W terapii podtrzymującej podaje się prednizon doustnie oraz wlewy immunoglobulin - początkowo co 3-4 tygodni, później rzadziej w zależności od objawów. Poza tym stosuje się leki immunosupresyjne, takie jak azatioprynę, cyklofosfamid lub cyklosporynę A.

## Rokowanie
Choroba ustępuje całkowicie w 40% przypadków, w 50% pozostawia niewielkie ubytki neurologiczne.